# Cathrine Elisabeth Louise Wennerstierna
Cathrine Elisabeth Louise Wennerstierna, född 9 oktober 1773 på Annebergs gård , Botilsäters socken, Värmland, död 14 juni 1854 i Karlstad, var en svensk miniatyrmålare.
Hon var dotter till kaptenen Carl Wennerstierna och Eva Lovisa Bratt. Wennerstierna var verksam som miniatyrmålare och medverkade bland annat i Konstakademiens utställningar i början av 1800-talet med miniatyrmålningar. 